# جادسون (ویرجینیای غربی)
جادسون (به انگلیسی: Judson) یک منطقهٔ مسکونی در ایالات متحده آمریکا است که در شهرستان سامرز، ویرجینیای غربی واقع شده‌است. جادسون ۸۳۲٫۱۱ متر بالاتر از سطح دریا واقع شده‌است.